# Ivan Cvitanušić (filozof)
Ivan Cvitanušić, hrvatski filozof i književnik. Profesor je filozofije i komparativne književnosti i povjesničar iz Makarske. Piše romane. 

## Životopis
Škole završio u Splitu, Zagrebu, Padovi, Bologni, Ravenni, Milanu, Firenci i Londonu. Diplomirao je filozofiju i komparativnu književnost na Filozofskom fakultetu u Zagrebu. Doktorirao je filozofiju na Filozofskom fakultetu u Padovi. Završio je novinarske škole u Zagrebu i Splitu. Radio kao novinar radio je u Vjesniku, u novinama za kulturu Oko i u ljubljanskom tjedniku Mladini. Bavi se znanstvenim istraživanjem iz područja antičke književnosti, filozofije, jezikoslovlja i religije. 
Služeći se filolingvističkom analizom došao je do zaključaka o mogućem podrijetlu Hrvata iz Egipta i Mezopotamije.
Član The New Plato's Academy International. 
2004. godine objavio je roman Tajni nauk filozofa Platona o općenju sa ženama. Roman tematizira i otvara temeljne egzistencijalne probleme koje su postavili veliki antički filozofi, svećenici, političari, vojskovođe i književnici. Roman je napisao nakon završetka doktorske disertacije iz filozofije u sveučilišnim knjižnicama u Padovi i Bologni. 2013. godine objavio je roman Ples biokovskih vila. Za tu je knjigu rekao "Ova knjiga sugerira visinu kao kad govorite o nekom životnom uspinjanju. Vile sintetiziraju svijet snova, spoznatljiv samo matematičkim umom. One su fascinacija i ljepota, dok je Biokovo naš realitet, spajanje neba i zemlje, pokušaj jedne transcedencije koja se ne može vidjeti zemaljskim očima."

## Vanjske poveznice
- Profil.hr[neaktivna poveznica] (poveznica nije više aktivna)
- Vjesnik 9. veljače 2006., Kultura[neaktivna poveznica] (pdf[neaktivna poveznica])
- Magicus.info Tema mjeseca rujna - Suze